# Меттер, Израиль Моисеевич
Израиль Моисеевич Меттер (22 сентября [5 октября] 1909, Харьков, Российская империя — 8 октября 1996, Санкт-Петербург, Россия) — русский советский писатель, сценарист, педагог.

## Биография
Родился в Харькове в семье владельца небольшой семейной макаронной фабрики Моисея Ильича Меттера (1878—1960) и Кейли Геселевны Меттер (1885—1961). Учился в ивритской гимназии Тарбут в Харькове. По окончании семилетней школы работал монтёром. В 1926—1929 годах вместе с братом учился на физико-математическом факультете Харьковского института народного образования (не окончил).
Публиковался с 1928 года. С 1929 года жил в Ленинграде, преподавал математику в средней школе.
До 1942 года работал в осаждённом Ленинграде на радио, затем эвакуирован в Молотов.
На погромном собрании писателей в Ленинграде, на котором травили Михаила Зощенко, был среди немногих, кто ему аплодировал.
Похоронен на Преображенском еврейском кладбище.

## Семья
- Первая жена — Таисия Златогорова (Татьяна Семёновна Гольдберг, 1912—1950), сценаристка, врач, впоследствии состояла в гражданском браке с сценаристом А. Я. Каплером; дочь бактериолога и инфекциониста С. И. Златогорова.
- Вторая жена — Ксения Михайловна Златковская (1917—2007), балерина Мариинского театра, заслуженная артистка РСФСР[6].
- Брат — Иосиф Моисеевич Меттер (1905—1971), педагог-методист, среди прочего автор рабочей книги для городских начальных школ взрослых «За социалистической стройкой» (М.—Л.: Учпедгиз, 1931). Его жена — филолог и переводчик с английского языка Марианна Давидовна Кузнец (1896—1961)[7][8][9], заведующая кафедрой иностранных языков Ленинградского педиатрического медицинского института. Его приёмный сын — историк Юрий Кузнец. Сын — Борис Иосифович Меттер (1939—2023), журналист, издатель нью-йоркской еженедельной газеты «Новый американец» (1980—1984)[10], президент корпорации «Нового американца» (1981—1985)[11].
- Брат — Исаак Моисеевич Меттер (1906—2006)[12], кандидат технических наук, заведующий кафедрой физики Ленинградского кораблестроительного института (до войны) и Ленинградского электротехнического института связи (1946—1970)[13], автор книги «На берегу пустынных волн…» (исторические очерки о Петербурге XVIII века, 1999). Был женат на писательнице Ирине Валерьяновне Карнауховой (1901—1959), затем на балерине Марине Николаевне Шамшевой (1918—1991). До войны братья Израиль и Исаак Меттеры жили в одной квартире в доме № 51 по Лиговскому проспекту[14][15].

## Оценки творчества
Меттер пишет рассказы и повести, он тонко передаёт свои наблюдения о повседневной советской жизни, обращая взгляд по преимуществу на школу и работу милиции. Он стремится к объективному, далёкому от газетной героизации описанию жизни. Особенным успехом, которому способствовала и экранизация, пользуется его повесть о милицейской собаке «Мухтар» (1960), где в художественной форме говорится о человеческом отношении ко всему живому. Абстрактной связи с народом он противопоставляет конкретное внимание к ближнему. Меттер в своём творчестве ставит перед человеком моральные цели, призывая жить только по совести, без лжи, которая бывает привычна или же удобна. Ему свойственна ясность языка, верность психологии, отсутствие преувеличенно заострённых конфликтов; иногда намерения писателя очевидны, лежат на поверхности, иногда узнаются по намёкам, скрытым под оболочкой лёгкого юмора или отточенности образных описаний.
— В. Казак

## Сочинения
- Избранное. СПБ., Блиц, 1999
- Конец детства (М., 1936)
- Михаил Жаров. М., 1939
- Наш корреспондент (1942)
- Северное сияние. Беломорск,1943. (в соавторстве с Л. Левиным)
- Новое время (1948)
- Разлука (Л., 1940)
- Товарищи (М.-Л., 1952, 1953)
- Учитель (Л., 1954)
- Первый урок (Л., 1956)
- Встреча (Л., 1957)
- Сердитый бригадир. Л., 1960
- Обида (Л., 1960, 1962)
- Мурат. М., 1961
- По совести (Л., 1965)
- Люди (Л., 1968)
- Разные судьбы (Л.,1973)
- Пути житейские (Л., 1974)
- Среди людей (Л., 1979)
- Мухтар. Л., Лениздат, 1982
- Свидание (Л., 1982)
- Встречи и расставания. Л., 1984
- Будни (Л., 1987)
- Не порастёт быльём (Л., 1989)
- Родословная (1992)
- Пятый угол (повесть написана в 1967 г., СПб., 1998; М.:Текст, 2009)

## Фильмография
1. 1957 — Рядом с нами
2. 1963 — Это случилось в милиции (режиссёр Виллен Азаров)
3. 1964 — Ко мне, Мухтар!
4. 1974 — Врача вызывали?
5. 1977 — Беда (режиссёр Динара Асанова)